# Yŏng-yang de Goguryeo
Le roi Yŏng-yang de Goguryeo (hangeul : 영양태왕 ; hanja : 嬰陽王 ; RR : Yeong-yang—tae-wang) est un souverain coréen du royaume Koguryo, mort en 618,. Son règne est marqué par plusieurs tentatives infructueuses d'invasion du royaume par des forces de la Chine des Sui.